# تری بکر
تِری بِکِر (به انگلیسی: Terry Becker) (زادهٔ ۵ اوت ۱۹۲۱ – درگذشتهٔ ۳۰ دسامبر ۲۰۱۴) بازیگر، تهیه‌کننده و کارگردان اهل ایالات متحدهٔ آمریکا بود.
از فیلم‌ها یا مجموعه‌های تلویزیونی‌ای که او در آن‌ها نقش داشته‌است، می‌توان به سفر به قعر دریا اشاره کرد.